# Angel Crew
Gli Angel Crew sono un gruppo musicale hardcore punk belga fondato nel 2000.

## Formazione

### Formazione attuale
- Danny M. - voce
- Pat - voce
- Dox - basso
- Ross - chitarra
- Dave 3 - chitarra
- Igor - batteria

## Discografia

### Album
- Another Day Living In Hatred (2002)
- One Life, One Sentence (2005)
- XVI (2016)